# 5. évezred
| Évezredek i.e. | 10. | 9. | 8. | 7. | 6. | 5. | 4. | 3. | 2. | 1. | Időszámítás kezdete | 1. | 2. | 3. | 4. | 5. | 6. | 7. | 8. | 9. | 10. | Évezredek i.sz. |

Az 5. évezred ciklusa 4001. január 1-jén kezdődik, és 5000. december 31-éig tart.

## Csillagászati előrejelzések
4782-ben várható legközelebb, hogy egy napot ki kell hagyni a Gergely-naptár és a csillagászati év különbsége miatt.